# José F. A. Oliver

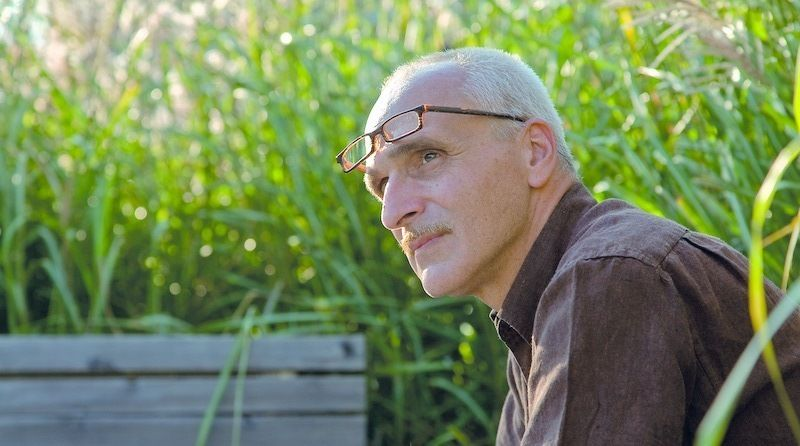
José F. A. Oliver (2012)

José Francisco Agüera Oliver (* 20. Juli 1961 in Hausach) ist ein deutschsprachiger Schriftsteller und Übersetzer.
Im Oktober 2022 wurde Oliver als Nachfolger des Interimspräsidenten Josef Haslinger zum Präsidenten des PEN-Zentrums Deutschland gewählt; Anfang September 2024 legte er dieses Amt aus gesundheitlichen Gründen wieder nieder.

## Leben
José F. A. Oliver wurde als Sohn spanischer Eltern geboren, die 1960 als Gastarbeiter aus Málaga in die Bundesrepublik Deutschland gekommen waren.
Er wuchs mit Deutsch und Spanisch auf und ist daneben mit dem alemannischen Dialekt seiner Schwarzwälder Heimat vertraut. Oliver machte sein Abitur am Robert-Gerwig-Gymnasium in Hausach und studierte danach Romanistik, Germanistik und Philosophie an der Albert-Ludwigs-Universität Freiburg. Seit den 1980er Jahren lebt er als freier Schriftsteller in seiner Heimatstadt Hausach, unterbrochen von Auslandsaufenthalten in der Schweiz, Spanien, Ägypten, Peru und den USA. Er schreibt in deutscher Sprache, veröffentlicht in Deutschland und sieht sich in der deutschsprachigen schriftstellerischen Tradition, thematisiert aber auch die andalusische Herkunft seiner Familie.
Oliver verfasst Gedichte, Kurzprosa und Essays zu kulturpolitischen Themen. Er experimentiert mit seinen Gedichten auch spartenübergreifend und singt sie bei Lesungen teilweise. Gedichte von ihm wurden im Sydney Opera House tänzerisch umgesetzt und er trat gemeinsam mit dem Rapper Doppel-U auf.
Oliver ist Mitglied des Verbands deutscher Schriftstellerinnen und Schriftsteller und Kurator des 1998 von ihm ins Leben gerufenen Literaturfestes „Hausacher LeseLenz“. Neben Lesungen von vielen international bekannten Schriftstellern bietet das Literaturfest „Schreib-, Mal- und Erzählwerkstätten sowie ein umfangreiches Begleitprogramm“ für Kinder und Jugendliche.
Gemeinsam mit dem Literaturhaus Stuttgart entwickelte er die „Schreibwerkstätten für Schulen“, die die Sprachsensibilität von Kindern und Jugendlichen fördern und ihr Verständnis für den Umgang mit Literatur erweitern sollen. Aus seiner Arbeit und den daraus gewonnenen Erfahrungen entstand Olivers Buch Praxismaterial: Lyrisches Schreiben im Unterricht (2020).
2002 war Oliver Gastprofessor am MIT, 2007 übernahm er die Chamisso-Poetikdozentur an der TU Dresden. 
Im Juli 2021 wurde ihm anlässlich seines 60. Geburtstags die Ehrenbürgerwürde seiner Heimatstadt Hausach verliehen. Begründet wurde die Entscheidung mit den „unzählige[n] Stunden Kulturarbeit für die Region in den vergangenen Jahrzehnten“, mit denen Oliver Hausach und das Literaturfest „LeseLenz“ international bekannt gemacht habe.

## Auszeichnungen
- 1989; Stipendium der Kunststiftung Baden-Württemberg
- 1994: Aufenthaltsstipendium des Literarischen Colloquiums Berlin
- 1996: Stipendium der Kurt-Tucholsky-Stiftung
- 1997: Adelbert-von-Chamisso-Preis
- 2001: Dresdner Stadtschreiber
- 2004: Stadtschreiber in Kairo
- 2007: Kulturpreis Baden-Württemberg (Hauptpreis)
- 2009: Thaddäus-Troll-Preis
- 2012: Joachim-Ringelnatz-Preis (Nachwuchspreis)
- 2013: Stipendium der Kulturakademie Tarabya in Istanbul
- 2015: Basler Lyrikpreis[12]
- 2016: Hebeldank des Hebelbundes Lörrach
- 2019: Liliencron-Dozentur für Lyrik[13]
- 2021: Heinrich-Böll-Preis[14]
- 2021: Ehrenbürger der Stadt Hausach
- 2022: Bundesverdienstkreuz am Bande
- 2025: Stadtschreiber von Bergen

## Veröffentlichungen
- Auf-Bruch. Berlin 1987, ISBN 3-923446-17-9.
- Heimatt und andere fossile Träume. Berlin 1989, ISBN 3-923446-50-0.
- Vater unser in Lima. Tübingen 1991, ISBN 3-87324-106-4.
- Weil ich dieses Land liebe. Berlin 1991, ISBN 3-923446-94-2.
- Gastling. Berlin 1993, ISBN 3-86093-034-6.
- Austernfischer, Marinero, Vogelfrau. Berlin 1997, ISBN 3-86093-136-9.
- Duende. Gutach 1997, ISBN 3-9804636-3-X.
- Hausacher Narren-Codex. Hausach 1998, ISBN 3-00-002334-8.
- Fernlautmetz. Frankfurt am Main 2000, ISBN 3-518-12212-6.
- nachtrandspuren. Frankfurt am Main 2002, ISBN 3-518-12307-6.
- finnischer wintervorrat. Frankfurt am Main 2005, ISBN 3-518-12397-1.
- unterschlupf. Frankfurt am Main 2006, ISBN 3-518-41817-3.
- Mein andalusisches Schwarzwalddorf. Frankfurt am Main 2007, ISBN 978-3-518-12487-1.
- fahrtenschreiber. Berlin 2010, ISBN 978-3-518-12604-2.
- Lyrisches Schreiben im Unterricht. Vom Wort in die Verdichtung. Seelze 2013, ISBN 978-3-7800-4963-6.
- Fremdenzimmer. Frankfurt am Main 2015, ISBN 978-3-86337-075-6.
- Gastling. Neuauflage. Berlin 2015, ISBN 978-3-89930-034-5.
- HEIMATT: Frühe Gedichte. Auswahl. Berlin 2015, ISBN 978-3-89930-031-4.
- 21 Gedichte aus Istanbul 4 Briefe & 10 Fotow:orte. Berlin 2016, ISBN 978-3-95757-283-7.
- wundgewähr. Berlin 2018, ISBN 978-3-95757-565-4.
- zum Bleiben, wie zum Wandern – Hölderlin, theurer Freund. (mit Mikael Vogel) Frankfurt 2020, ISBN 978-3-89930-193-9.
- In jeden Fluss mündet ein Meer. Matthes & Seitz Berlin, Berlin 2023, ISBN 978-3-7518-0950-4.

## Übersetzungen
- Federico García Lorca: sorpresa, unverhofft. Ausgewählte Gedichte 1918–1921. Berlin 2015, ISBN 978-3-902871-64-0.
- Ilija Trojanow: verwurzelt in Stein. Gedichte. Heidelberg 2017, ISBN 978-3-88423-575-1. (englisch, deutsch)

## Herausgeberschaft
- Grenzüberschreitende Literatur. Hannover 1992.
- Verse in Madrid. Madrid 1999.
- Ich schneide die Zeit aus. Hausach 2001.
- nachtspuren. Frankfurt am Main 2002.
- Nachbarnah. Hausach 2004.